# Azoture d'imidazole-1-sulfonyle
L'azoture d'imidazole-1-sulfonyle est un azoture organique qui peut être utilisé en synthèse organique comme alternative à l'azoture de triflyle. Il se présente sous la forme d'un liquide incolore explosif. Il peut également être utilisé sous forme de chlorhydrate (CAS#952234-36-5), qui présente moins de risques d'explosion. 
Ce composé n'est pas distribué dans le commerce et doit être préparé in situ en traitant du chlorure de sulfuryle SO2Cl2 avec de l'azoture de sodium NaN3 dans de l'acétonitrile N≡C–CH3 puis en ajoutant un excès d'imidazole (CH)2N(CH)(NH). Le chlorhydrate est précipité à l'aide d'acide chlorhydrique éthanolique HCl·HOCH2CH3.

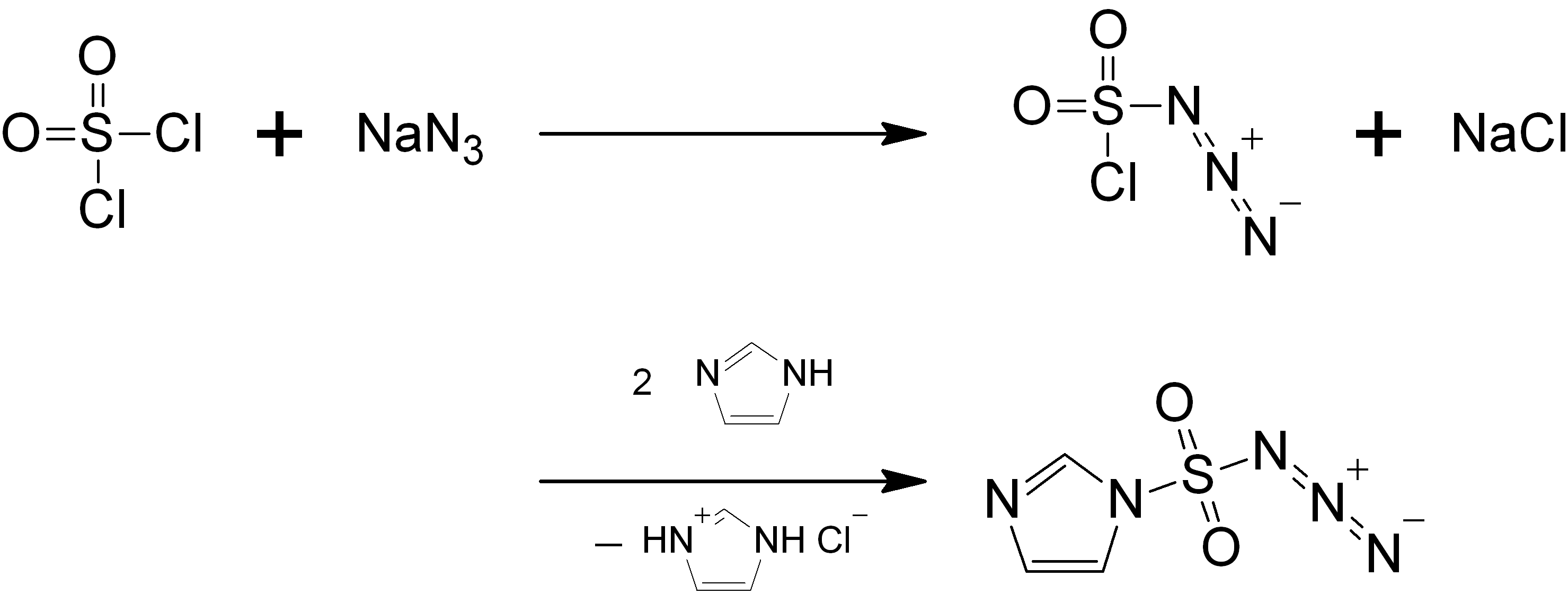
Préparation de l'azoture d'imidazole-1-sulfonyle.

L'azoture d'imidazole-1-sulfonyle agit comme l'azoture de triflyle en convertissant les amines primaires et les sels d'ammonium en azotures, ce qui est la réciproque de la réaction de Staudinger. Il agit également en transférant le groupe diazo >CN2 en présence de catalyseur cuivre(II), nickel(II), zinc(II) et de sels de cobalt(II).
Comme tous les azotures organiques, l'azoture d'imidazole-1-sulfonyle est potentiellement explosif. Le chlorhydrate d'azoture d'imidazole-1-sulfonyle est, quant à lui, insensible aux chocs, aux broyage énergique et à un chauffage prolongé à 80 °C ; il se décompose cependant violemment lorsqu'il est porté à une température de 150 °C. Des publications plus récentes font état de l'hydrolyse progressive du chlorhydrate au cours de stockage qui a pour effet de libérer de l'acide azothydrique HN3, lequel rend la substance sensible aux chocs,.